# 山口弘定
山口 弘定（やまぐち ひろさだ）は、安土桃山時代から江戸時代初期にかけての武将。

## 略歴
加賀国大聖寺城主・山口宗永の次男として誕生。父・宗永と兄・修弘は慶長5年（1600年）8月3日、関ヶ原の戦いの前哨戦において、東軍前田利長の前に籠城したが大聖寺城を落とされ戦死した。弘定は父の遺志を継いで、豊臣秀頼に仕え、大坂城に入城することになる。大坂の陣では義兄・木村重成隊に属し奮戦したが、若江の戦いで井伊直孝隊に討ち取られた。
墓は第二寝屋川の南側、八尾市幸町の公園にある。木村重成の墓の左横。